# 2104 Toronto
2104 Toronto è un asteroide della fascia principale. Scoperto nel 1963, presenta un'orbita caratterizzata da un semiasse maggiore pari a 3,1934203 UA e da un'eccentricità di 0,1171304, inclinata di 18,38069° rispetto all'eclittica.
Fu il primo asteroide scoperto in un osservatorio canadese. La scoperta avvenne durante i festeggiamenti per il centocinquantesimo anniversario della fondazione dell'università di Toronto, alla quale l'asteroide venne dedicato.